# Myodermum fuscum
Myodermum fuscum är en skalbaggsart som beskrevs av Ernst Gustav Kraatz 1883. Myodermum fuscum ingår i släktet Myodermum och familjen Cetoniidae. Inga underarter finns listade i Catalogue of Life.